# Плато Параны
Плато́ Параны́ (Бассейн Параны; порт. Bacia do Paraná) — лавовое плато в Бразилии, на юге Бразильского плоскогорья, между 24° и 29°40′ ю. ш.
Плато сложено древними базальтовыми покровами мощностью до 1025 м. Высота плато составляет 400—600 м. На востоке плато ограничено прибрежным хребтом Серра-Жерал, на западе — реками Уругвай и Парана.
Климат субтропический, постоянно влажный. В ландшафте преобладает тропическая саванна. Местное население занимается животноводством, виноградарством. На территории плато располагается национальный парк Игуасу со знаменитыми водопадами.